# Tiếng Breton
Tiếng Breton (Brezhoneg IPA: [bʁeˈzõːnɛk] ⓘ hay IPA: [brəhõˈnek] tại Morbihan) là một ngôn ngữ Celt nói ở Bretagne (tiếng Breton: Breizh), Pháp. Tiếng Breton là một ngôn ngữ Britton, được mang từ Đảo Anh đến Armorica trong thời gian đầu Trung Cổ. Giống như hai ngôn ngữ Britton khác, tiếng Wales và tiếng Cornwall, nó được phân loại là một ngôn ngữ Celt hải đảo. Tiếng Breton liên quan chặt chẽ nhất với tiếng Cornwall, cả hai được cho là đã phát triển từ một ngôn ngữ chung nguyên thủy gọi là Britton Tây Nam.
Một ngôn ngữ khu vực khác tại Bretagne, tiếng Gallo, là một ngôn ngữ oïl có nguồn gốc từ tiếng Latinh.